# 누카촌
누카촌(額村)은 이시카와현 이시카와군에 설치되었던 촌이다.